# Berg (niedersächsisches Adelsgeschlecht)

Wappen derer von Berg

Berg ist der Name eines niedersächsischen Adelsgeschlechts. Zweige der Familie bestehen bis heute fort.

## Geschichte
Die Stammreihe des Geschlechts beginnt Veit vom Berg, auch: Vitus de Monte (* 1541; † 1610), der Pfarrer in Rüdisbronn, Mittelfranken war. 1838 wurde der großherzogliche oldenburgische Geheime Rat Dr. jur. Günther von Berg (* 1765; † 1843) in den österreichischen Freiherrenstand gehoben. Noch im selben Jahr erfolgte die oldenburgische Anerkennung des Adels für den oldenburgischen Geheimrat, Staats- und Kabinettsminister. Sein Sohn Edmund Freiherr von Berg (* 1800; † 1874), war königlich hannoverscher Oberförster in Lauterberg und erhielt 1844 die hannoversche Adelsanerkennung.
1890 erfolgte die badische Adelsanerkennung auch für den Apotheker in Offenburg Philipp von Berg. Auch für die Nachfahren des großherzoglich badischen Geheimen Rats Eberhard Friedrich von Berg (* 1776; † 1843) wurde der Adel in Baden nicht beanstandet. 
In welchem verwandtschaftlichen Verhältnis der badische Stamm zu dem oldenburgisch-hannoverschen steht konnte ebenso wenig ermittelt werden wie der soziale Stand (adlig oder bürgerlich) der Familie vor 1838.

## Wappen
Das Wappen von 1836 zeigt innerhalb eines blauen Schildrandes in Silber, auf der mittleren von drei natürlichen Bergspitzen eine natürliche Gämse. Auf dem bekrönten Helm mit blau-silbernen Decken die Gämse wachsend.

## Angehörige
- Veit vom Berg (1541–1610), siehe oben
- Friedrich Christoph von Berg (1733–1807), Vater von Günther von Berg
- Günther von Berg (* 1765; † 1843), deutscher Politiker und publizistisch-juristischer Schriftsteller
- Friedrich Adolf von Berg (* 1798; † 1889), deutscher Jurist und Politiker, Abgeordneter im Oldenburgischen Landtag
- Carl Heinrich Edmund von Berg (* 1800; † 1874), deutscher Forstwissenschaftler